# Margaux Benn
Margaux Benn, née en 1988, est une journaliste franco-canadienne. En 2022, elle reçoit le prix Albert-Londres (presse écrite) pour sa couverture de la guerre en Ukraine dans les colonnes du Figaro,. 

## Biographie

### Jeunesse
Elle naît en France. Née d'une mère française et d’un père canadien, elle grandit d'abord à Ottawa.

### Formation
Elle est diplômée de l'Université Saint Andrews et de l’école de journalisme de Sciences-Po Paris.

### Carrière
Avant d'intégrer le service étranger du Figaro comme grand reporter, elle travaille notamment pour l'Agence France-Presse et comme journaliste indépendante.
Margaux Benn co-réalise en 2021 avec Solène Chalvon-Fioriti Afghanistan : vivre en Pays taliban, un documentaire où elle plonge dans les zones contrôlées par les talibans et qui témoigne de la vie sous leur régime. Le film, diffusé sur Arte et France 24, remporte une Étoile de la Scam, est finaliste du prix Albert Londres et est nommé pour le prix Bayeux des correspondants de guerre,,,.
En 2023, elle réalise un autre documentaire avec Solène Chalvon-Fioriti, Comme tu es belle ! - Avoir 20 ans en pays taliban. Elles suivent pendant un an et demi deux jeunes femmes, Sofia et Niguina, qui tiennent un salon de beauté alors que les Talibans mettent en place de nouvelles lois liberticides. Comme tu es belle ! est diffusé à partir du mois de mars 2023 sur LCP-AN,.

## Récompenses
- Prix Albert-Londres de la presse écrite (2022)[3]
- Trace Award for investigative journalism, mention honorable (2022)
- Prix Bayeux Calvados-Normandie des correspondants de guerre, radio (2021)
- Prix Marco Luchetta, presse écrite (2020)